# 伊東すみ子
伊東 すみ子（いとう すみこ、1931年  - 1997年）は、日本の弁護士、裁判官。
戦後日本の女性法曹として、先駆的な存在とされる。1985年から1987年にかけて、国際連合総会の日本政府代表としても活動した。

## 来歴
静岡県に生まれる。1954年に東京大学法学部を卒業して、女性として戦後初の学士助手となる。同年、司法試験に合格後、1958年に司法修習生となり、1960年4月に弁護士登録した。
東京家庭裁判所調停委員ののち、東京高等裁判所判事、宇都宮家庭裁判所所長等を歴任した。
また、婦人問題懇話会（のち日本婦人問題懇話会）の発足当時からの会員として女性の地位向上にかかる活動に携わり、大学婦人協会会長、国際女性の地位協会会長を務めた。

## 著作

### 論文
- ＞国立国会図書館オンライン内「伊東すみ子」検索結果（2022年4月5日）

### 単著
- 『女性・人権・NGO : いま世界の人権は』尚学社、1989年10月

### 共著
- 「ロェスレル商法草案の立法史的意義」滋賀秀三・平松義郎（編）『石井良助先生還暦祝賀法制史論集』創文社、1976年
- 「婚姻と女性」総合女性史研究会（編）『日本女性史論集4』吉川弘文館、1998年1月
- 「奈良時代の婚姻についての一考察(抄録) 」石母田正ほか監修・歴史科学協議会（編）『歴史科学大系 第16巻』校倉書房、1998年9月